# St. Valentin (Gerlhausen)

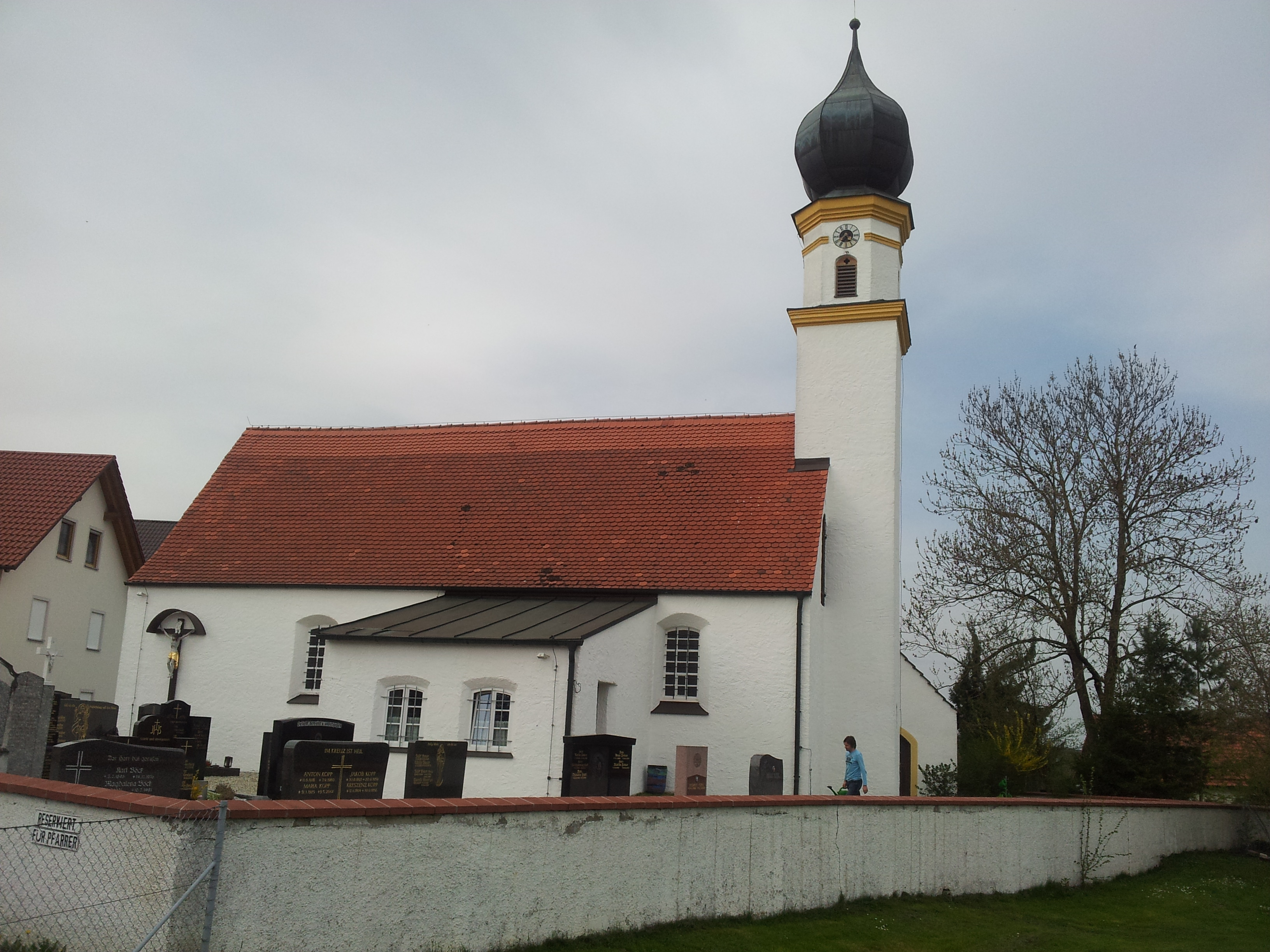
Filialkirche St. Valentin

Die katholische Filialkirche St. Valentin in Gerlhausen bei Zolling ist eine Filiale der Pfarrei St. Georg in Oberappersdorf. Die Kirche steht unter Denkmalschutz.

## Beschreibung

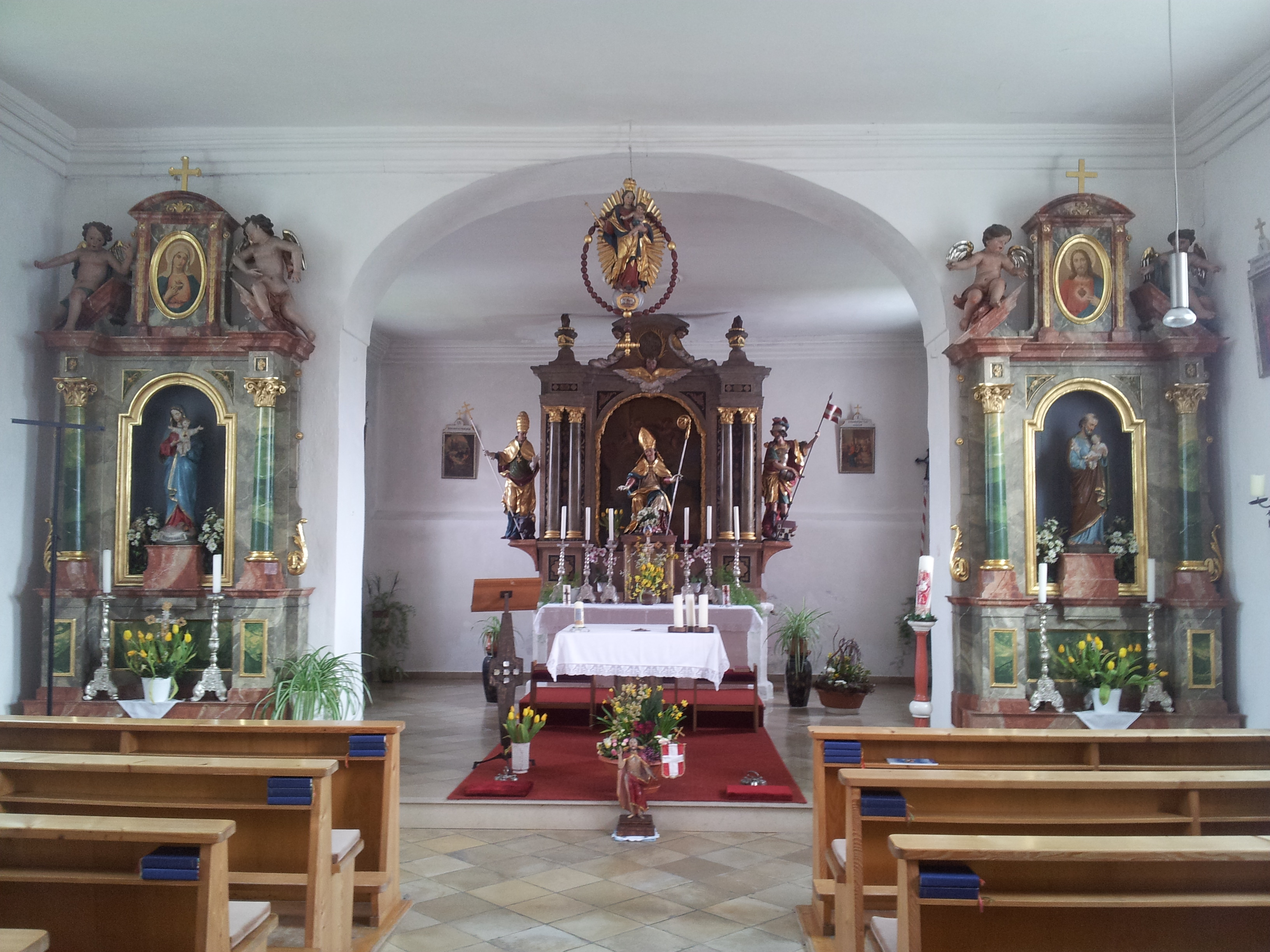
Innenansicht

Die Kirche ist ein schlichter Saalbau mit gerade schließendem Chor und angefügter Sakristei aus der zweiten Hälfte des 16. Jahrhunderts. Das Chorturmobergeschoss ist barock.